# Lasiodora trinitatis
Lasiodora trinitatis é uma espécie de aranha pertencente à família Theraphosidae (tarântulas).